# Zemianske Kostoľany
Zemianske Kostoľany (in ungherese Nemeskosztolány) è un comune della Slovacchia facente parte del distretto di Prievidza, nella regione di Trenčín.